# سیاه‌سنگ (زاوه)
سیاه سنگ روستایی در دهستان زاوه بخش مرکزی شهرستان زاوه استان خراسان رضوی ایران است. بر پایه سرشماری عمومی نفوس و مسکن در سال ۱۳۹۰ جمعیت این روستا ۳۰۲ نفر (در ۷۳ خانوار) بوده است.